# 朱載璽
新樂康憲王朱載璽（16世紀—1593年），明朝衡藩第二代新樂王，新樂端惠王朱厚燫的嫡長子。

## 生平
嘉靖三十二年（1553年），新樂端惠王朱厚燫去世。嘉靖三十六年（1557年），朱載璽襲封新樂王。萬曆元年（1573年），朱載璽因敦倫好學之賢行，受到朝廷旌獎。
萬曆二十一年（1593年），朱載璽去世，諡號康憲。三年後，嫡長子朱翊鎔襲爵。

## 家庭

### 妻
- 許氏，嘉靖三十六年（1557年）封新樂王妃[2]。

### 子
- 嫡長子：新樂王朱翊鎔

## 著作
- 《洪武聖政頌》
- 《皇明政要》[5]